# Atto d'amore (romanzo)
Atto d'amore (Act of Love) è un romanzo scritto da Joe R. Lansdale, nel 1981. Il romanzo presenta tratti distintivi di molti generi letterari, tra cui police procedural, horror, exploitation, azione e avventura, giallo e probabilmente una delle prime opere splatterpunk.
È il primo libro pubblicato dall'autore, stampato negli Stati Uniti nel 1981 per la casa editrice Zebra Books e pubblicato in Italia nel 2003 dalla casa editrice Fanucci.

## Storia editoriale
Lansdale ebbe l'idea iniziale per il thriller leggendo le tesine scritte dalla moglie, laureanda in criminologia presso l'Università di Nacogdoches; in una di queste era citato lo studio Anatomia della distruttività umana di Erich Fromm. La violenza immotivata e la perversione umana ivi descritte lo atterrirono così tanto da spingerlo ad approfondire l'argomento leggendo molti saggi sul tema che costituì fonte di ispirazione per il romanzo.
L'autore voleva come ambientazione una metropoli e contemporaneamente sviluppare l'intreccio narrativo nel Texas, motivo per cui scelse Houston come scenario del romanzo seguendo il celebre consiglio di Ernest Hemingway «Scrivi di ciò che sai». L'opera, a detta dell'autore, testimonia le influenze di Ed McBain, di Dean Koontz (in particolar modo dei romanzi firmati sotto lo pseudonimo di Brian Coffey), di John Ball e di Richard Matheson. Seppure lo stile di scrittura risenta dell'inesperienza dell'allora giovane scrittore, nel romanzo è tangibile il tratto distintivo di Lansdale.
La prima stesura fu terminata nel 1980 e fu proposta a moltissimi editori, ottenendo in risposta netti rifiuti, fino a quando non fu inviata, come tentativo finale, alla Zebra Books che, nell'autunno dello stesso anno accettò di pubblicarla, facendola uscire in libreria i primi mesi del 1981.

## Trama
Nella zona più degradata di Houston un ubriacone, Smokey, trova il corpo orrendamente mutilato di Bella Louise, una nota prostituta della zona. Al caso vengono assegnati il tenente Hanson e il collega Clark, entrambi poliziotti dai solidi principi e sospettosi nei confronti di molti altri colleghi del Quinto Distretto, di cui intuiscono la corruzione.
Phillip Barlowe, cronista di punta del quotidiano locale Houston Bugle, riesce ad ottenere preziose indicazioni sulle indagini corrompendo un poliziotto del Distretto, il sergente James Milo. I suoi articoli, che non risparmiano ai lettori i particolari più morbosi, spingono il killer, nel frattempo ribattezzato da Barlowe, il Macellaio di Houston a continuare la carneficina e a mettersi in mostra spedendo biglietti e macabri resti delle vittime al giornale e addirittura al detective Hanson. In un delirio narcisista il killer, che si firma più brevemente il Macellaio, professando tutto il suo disprezzo per le vittime e dichiarando la volontà di prolungare la catena di omicidi per placare le sue pulsioni sadiche e necrofile, lancia una agghiacciante sfida al poliziotto promettendo di uccidere la moglie e la figlia di quest'ultimo. Hanson cerca di definire il profilo del killer e il suo modus operandi rivolgendosi all'esperto Doc Warren, medico legale del Distretto. Le indicazioni fornitegli dall'anatomopatologo, appassionato anche di criminologia, lo spingono a sospettare del collega Clark le cui molte aree grigie nella propria storia personale avvalorerebbero tale ipotesi.
Il serial killer, determinato nel mantenere la promessa di morte nei confronti della famiglia di Hanson, cerca di catturarne la figlia, JoAnna. Nel tentativo di sfuggire al folle, la ragazza rimane coinvolta in un incidente d'auto nel quale trova la morte il fidanzato. Accorso in ospedale al capezzale dalla figlia, Hanson ha un colloquio con il capo del Distretto di polizia, il capitano Fredricks che gli propone di preparare una trappola per l'assassino usando come esca la sua stessa famiglia. La casa di Hanson viene quindi posta sotto stretta sorveglianza e piantonata dalla polizia. Mentre tutti sono in attesa che il Macellaio si faccia vivo, il tenente di polizia riceve una telefonata da parte di Barlowe che gli assicura di sapere il nome del killer e lo convince ad incontrarlo al più presto eludendo la sorveglianza della polizia per non insospettire una probabile spia. Uscito di casa con un pretesto, Hanson incontra Barlowe che gli confessa di aver corrotto Milo per ottenere informazioni di prima mano da pubblicare sul giornale e che quest'ultimo, venuto a conoscenza dell'identità dell'assassino seriale, era stato ucciso dal Macellaio. I due si recano rapidamente a casa di Milo dove scoprono l'omicidio del poliziotto corrotto e di tutta la sua famiglia. Barlowe trova alcuni indizi che confermerebbero i sospetti di Hanson verso il collega Clarke.
Barlowe suggerisce ad Hanson di correre a catturare Clarke prima che possa uccidere ancora. Il poliziotto si precipita a casa del collega ma la trova vuota. Frugando tra le carte del poliziotto e leggendo i suoi appunti realizza con orrore che l'assassino è lo stesso Barlowe che con astuzia lo aveva fatto allontanare dalla famiglia per permettergli di massacrare la moglie e la figlia. Infatti, nel frattempo, il cronista, sfruttando la sua notorietà nel Distretto, elimina la pattuglia di sorveglianza e i poliziotti nell'appartamento. Hanson correndo contro il tempo, rischiando più volte un incidente guida all'impazzata sotto la pioggia. Rocambolescamente, arriva giusto in tempo a casa per salvare la moglie poco prima che Barlowe potesse massacrarla e a uccidere il Macellaio.
Hanson, resosi conto dell'inadeguatezza delle sue indagini e avvilito per essere stato l'inconsapevole responsabile dell'assassinio di molti suoi colleghi, decide di dimettersi dalla polizia.

## Personaggi
Marvin HansonTenente di polizia, Detective nel Quinto distretto di Houston, dove avvengono i primi delitti. Afroamericano dal fisico tozzo e le braccia corte, a causa del suo aspetto viene soprannominato il Gorilla. Vive a Pasadena con la moglie e la figlia adolescente. Prende così a cuore il caso da perdere il sonno, ripromettendosi di eliminare al più presto il Macellaio, con qualsiasi mezzo.
Il MacellaioL'efferato serial killer, sadico e necrofilo.
Joe ClarkAlto e biondo, vive da solo dopo aver divorziato. Ex studente di criminologia, è il collega di Hanson da tre anni. Crede che Hanson possa essere il Macellaio e di contro è al centro dei sospetti del collega.
Doc WarrenAnatomopatologo della polizia. Dal carattere rude ma con forti principi morali, intuisce immediatamente che il primo omicidio del Macellaio sarebbe stato solo l'inizio di una lunga serie di efferati delitti. Seppure la sua specializzazione non sia la psicologia, grazie alla sua passione e ai suoi studi di criminologia, suggerisce al tenente Hanson che il Macellaio sarebbe potuto essere chiunque, probabilmente un folle dalla doppia personalità.
Bella Louise RobbinsProstituta di colore, la prima vittima del killer.
Evelyn DeMarkaLa seconda vittima del Macellaio.
Patricia QuentinLa terza vittima del Macellaio.
Rachel HansonLa moglie del tenente Marvin. Viene aggredita in casa dal Macellaio e salvata in extremis dal marito, accorso in suo aiuto.
JoAnna HansonLa figlia del tenente Marvin. Durante l'inseguimento del Macellaio è coinvolta in un incidente d'auto nel quale muore il fidanzato.
EvansDirettore del giornale Houston Bugle.
Phillip BarloweGiornalista di punta dello Houston Bugle, specializzato in cronaca nera, grazie ai suoi articoli scritti impietosamente e rivolti a un pubblico morboso ha fatto aumentare le vendite del giornale, salvandolo dal fallimento. Non si ferma davanti a nulla, non disdegnando di corrompere e ricattare i poliziotti del Distretto per avere notizie di prima mano da pubblicare nei suoi articoli. Ha il completo appoggio del Direttore, Evans. Alla fine del romanzo si scoprirà essere lui il serial killer.
James MiloSergente di polizia del Distretto. Per pagare le costose cure del figlio, affetto da paralisi cerebrale infantile si lascia spesso corrompere dalla malavita e dal giornalista Barlowe accettandone le mazzette. Viene ucciso insieme a tutta la sua famiglia dal Macellaio allo scopo di indirizzare Hanson verso una falsa pista.
Capitano FredricksCastano, alto e vestito sempre impeccabilmente. Progetta una fallimentare trappola per catturare il Macellaio usando come esca la famiglia di Hanson.
SmokeyClarence Montgomery, alcolista conosciuto nei sobborghi del Quinto Distretto di Houston come Smokey. È lui a trovare il corpo straziato della prima vittima del killer.
HigginsPoliziotto a cui viene inizialmente assegnato il caso del Macellaio.
Raul MartinezUno dei poliziotti assegnati alla protezione della famiglia di Hanson.

## Opere correlate
Il personaggio di Marvin Hanson ritorna in molti romanzi del successivo ciclo di Hap e Leonard dello stesso autore, a partire da Mucho Mojo del 1994.

## Edizioni
- (EN) Joe R. Lansdale, Act of Love, Zebra Books, 1981.
- Joe R. Lansdale, Atto d'amore, Fanucci, 2003, ISBN 88-347-0916-0.